# アゼト
アゼト (Azete) は、不飽和四員環から構成される複素環式化合物である。3つの炭素原子と1つの窒素原子からなる。
無置換のアゼトは得られていないが、tert-ブチル基で保護した誘導体が得られている。この物質を用いた実験では、四員環は歪んだ四角形であることが示されている。また、コバルト錯体とすることで、電子が非局在化し四員環が正方形となることも分かっている。
計算化学的には、6H-1,3-オキサジン-6-オンに紫外線照射を行うことで二酸化炭素が脱離し、無置換のアゼトが得られる。だが、極低温下で反応を行った場合でもアセチレンとシアン化水素が得られたのみで、生成したとしてもすぐに分解していると考えられる。